# بخش نیوبری (شهرستان گیگا، اوهایو)
بخش نیوبری (به انگلیسی: Newbury Township) یک منطقهٔ مسکونی در ایالات متحده آمریکا است که در شهرستان جی‌آگو، اوهایو واقع شده‌است.
 بخش نیوبری ۷۴٫۱ کیلومتر مربع مساحت و ۵٬۵۴۲ نفر جمعیت دارد و ۳۷۸ متر بالاتر از سطح دریا واقع شده‌است.